# Mohammad Bagheri Motamed

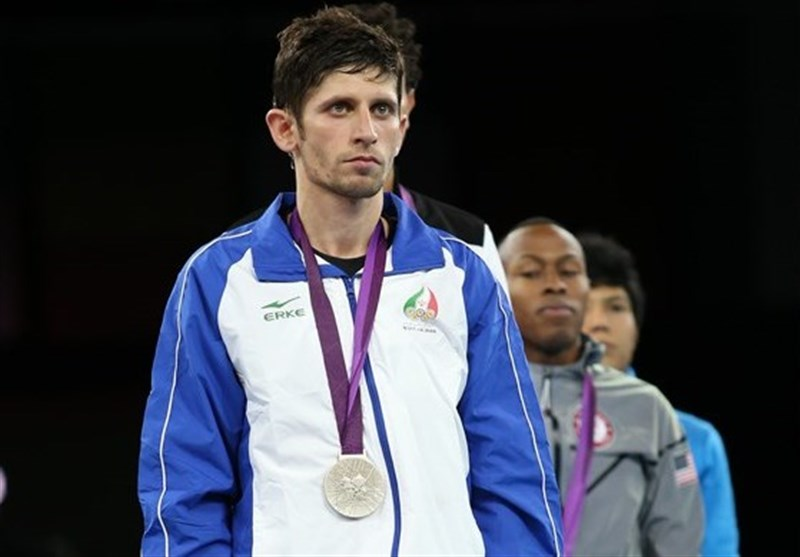
Mohammad Bagheri Motamed (2021)

Mohammad Bagheri Motamed, född den 24 januari 1986 i Teheran, är en iransk taekwondoutövare.
Han tog OS-silver i fjäderviktsklassen i samband med de olympiska taekwondo-turneringarna 2012 i London.